# Łukasz Piszczek
Łukasz Piszczek (sinh ngày 3 - 6- 1985) là cầu thủ đa năng người Ba Lan. Anh chơi ở vị trí hậu vệ phải cho câu lạc bộ Borussia Dortmund.Và khi cần có thể lên tham gia tấn công rất tốt. Piszczek là một cầu thủ toàn diện về công thủ, có tốc độ và kĩ thuật.

## Số liệu thống kê
Tính đến 1 tháng 5 năm 2019
| Câu lạc bộ          | Mùa giải            | Giải đấu | Giải đấu | Cúp quốc gia | Cúp quốc gia | Khác | Khác | Châu Âu | Châu Âu | Tổng cộng | Tổng cộng |
| Câu lạc bộ          | Mùa giải            | Trận     | Bàn      | Trận         | Bàn          | Trận | Bàn  | Trận    | Bàn     | Trận      | Bàn       |
| ------------------- | ------------------- | -------- | -------- | ------------ | ------------ | ---- | ---- | ------- | ------- | --------- | --------- |
| Zagłębie Lubin      | 2004–05             | 11       | 2        | 12           | 4            | -    | -    | -       | -       | 23        | 6         |
| Zagłębie Lubin      | 2005–06             | 28       | 1        | 8            | 1            | -    | -    | -       | -       | 36        | 2         |
| Zagłębie Lubin      | 2006–07             | 30       | 11       | 2            | 1            | -    | -    | 2       | 0       | 35        | 12        |
| Zagłębie Lubin      | Tổng cộng           | 69       | 14       | 22           | 6            | 0    | 0    | 2       | 0       | 93        | 20        |
| Hertha BSC          | 2007–08             | 24       | 1        | 2            | 0            | -    | -    | -       | -       | 26        | 1         |
| Hertha BSC          | 2008–09             | 13       | 0        | 2            | 0            | -    | -    | 4       | 3       | 19        | 3         |
| Hertha BSC          | 2009–10             | 31       | 2        | 2            | 0            | -    | -    | 9       | 1       | 42        | 3         |
| Hertha BSC          | Tổng cộng           | 68       | 3        | 6            | 0            | 0    | 0    | 13      | 4       | 87        | 7         |
| Borussia Dortmund   | 2010–11             | 33       | 0        | 1            | 0            | -    | -    | 7       | 0       | 41        | 0         |
| Borussia Dortmund   | 2011–12             | 32       | 4        | 6            | 0            | 1    | 0    | 6       | 0       | 45        | 4         |
| Borussia Dortmund   | 2012–13             | 29       | 2        | 4            | 0            | 1    | 0    | 12      | 0       | 45        | 2         |
| Borussia Dortmund   | 2013–14             | 19       | 3        | 4            | 0            | 0    | 0    | 6       | 0       | 29        | 3         |
| Borussia Dortmund   | 2014–15             | 22       | 0        | 2            | 0            | 1    | 0    | 5       | 0       | 30        | 0         |
| Borussia Dortmund   | 2015–16             | 20       | 0        | 6            | 1            | 0    | 0    | 12      | 1       | 38        | 2         |
| Borussia Dortmund   | 2016–17             | 25       | 5        | 5            | 0            | 0    | 0    | 9       | 0       | 39        | 5         |
| Borussia Dortmund   | 2017–18             | 24       | 0        | 1            | 0            | 1    | 0    | 5       | 0       | 30        | 0         |
| Borussia Dortmund   | 2018–19             | 20       | 1        | 1            | 0            | 0    | 0    | 5       | 0       | 26        | 1         |
| Borussia Dortmund   | Tổng cộng           | 224      | 15       | 30           | 1            | 5    | 0    | 68      | 1       | 324       | 17        |
| Tổng cộng sự nghiệp | Tổng cộng sự nghiệp | 361      | 32       | 58           | 7            | 9    | 1    | 81      | 5       | 509       | 45        |

1. ↑  Bao gồm DFB-Pokal
2. ↑  Bao gồm DFL-Supercup
3. ↑  Bao gồm UEFA Champions League và UEFA Europa League

## Bàn thắng quốc tế
| #  | Ngày                | Địa điểm              | Đối thủ    | Bàn thắng | Kết quả | Giải đấu                 |
| -- | ------------------- | --------------------- | ---------- | --------- | ------- | ------------------------ |
| 1. | 22 tháng 3 năm 2013 | Warsaw, Ba Lan        | Ukraina    | 1–2       | 1–3     | Vòng loại World Cup 2014 |
| 2. | 26 tháng 3 năm 2013 | Warsaw, Ba Lan        | San Marino | 2–0       | 5–0     | Vòng loại World Cup 2014 |
| 3. | 26 tháng 3 năm 2017 | Podgorica, Montenegro | Montenegro | 2–1       | 2–1     | Vòng loại World Cup 2018 |

## Danh hiệu

### Câu lạc bộ
Zagłębie Lubin
- Giải vô địch bóng đá Ba Lan (Ekstraklasa) (1): 2006–2007

Borussia Dortmund
- Giải vô địch bóng đá Đức (2):2010–2011, 2011–2012
- Cúp bóng đá Đức (1):2012

## Liên kết
- Bundesliga stats Lưu trữ ngày 24 tháng 2 năm 2012 tại Wayback Machine
- Łukasz Piszczek Tactical Formations
- Polish league stats at 90minut.pl (tiếng Ba Lan)
- Polish NT[liên kết hỏng] stats at pzpn.pl (tiếng Ba Lan)
- Łukasz Piszczek tại fussballdaten.de (tiếng Đức)